# Estación de Chișinău
La Estación de Chisináu (en rumano: Gara feroviară din Chișinău, en ruso: Кишинёвский железнодорожный вокзал) es la principal estación de ferrocarril de Chisináu, la capital de la República de Moldavia. La estación fue inaugurada en 1871 y es el mayor centro ferroviario del país y de la histórica región de Besarabia, ya que cuenta con conexiones internacionales a las principales ciudades de Rusia y Europa del Este. Los trenes de cercanías conectan la estación con las ciudades de Bender, Basarabeasca y Ungheni, así como a Revaca, en la periferia de Chișinău.

## Historia

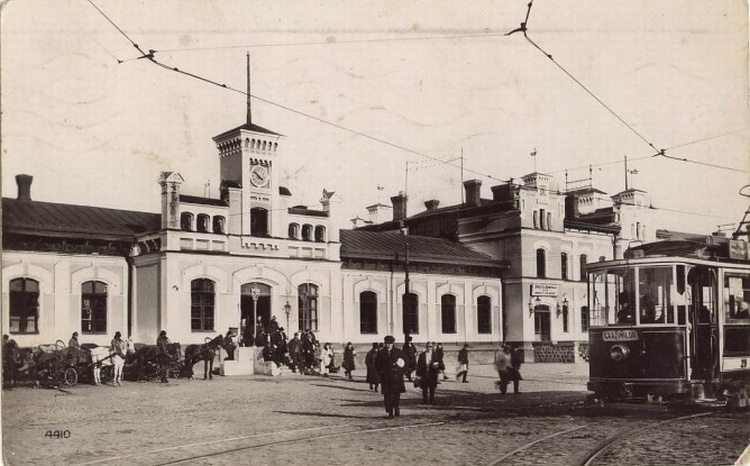
La estación de ferrocarril de Kishinov en 1936.

La construcción de ferrocarriles en Besarabia fue concebida casi tres décadas antes de la construcción de la estación en Chișinău. En 1844 el zar Nicolás I presentó al Gobernador de Besarabia, el conde Mijaíl Vorontsov, el proyecto de tranvía de tracción animal "Odessa-Parkany".
La estación de ferrocarril de Kishinov (histórico nombre de la ciudad de Chișinău durante el mandato ruso) comenzó a construirse en 1870 y se trataba de un edificio temporal, de madera, con una sola planta y similar a una estación de ferrocarril provincial ordinaria. Según algunas fuentes, el primer tren llegó a la estación el 15 de agosto de 1871. Por otra parte, la línea ferroviaria Tiraspol-Kishinёv fue inaugurada el 28 de agosto de 1871. El primer tren llegó de Odesa, cuya duración del trayecto fue de unas 7 horas y que marcó el inicio de la operación de los ferrocarriles en Besarabia.
Durante la Segunda Guerra Mundial el edificio de la estación fue destruido en varias ocasiones. En 1941 estalló la retirada del Ejército Rojo. En el mismo año se restauró la estación, pues era necesario enviar al ejército rumano al Frente Oriental. En 1944 el edificio fue casi destruido por los ataques aéreos. Según algunos informes, el mayor ataque a la estación fue de la Fuerza Aérea de Estados Unidos, que realizó bombardeos masivo durante una noche y destruyó casi la totalidad de la parte vieja de la capital moldava (actualmente la avenida Grigore Vieru y la antigua avenida Renasterii). El edificio no fue restaurado.
La estación fue reconstruida en 1948 por el arquitecto L. Chuprin, asesor del destacado arquitecto Alekséi Shchúsev, y en las obras de reconstrucción participaron prisioneros de guerra alemanes. Las paredes del nuevo edificio fueron construidas con piedra y ladrillo. El complejo de la estación ha sido sometido, desde entonces, a varios procesos de modernización. En 1976 fue construido un pabellón de estación de cercanías.

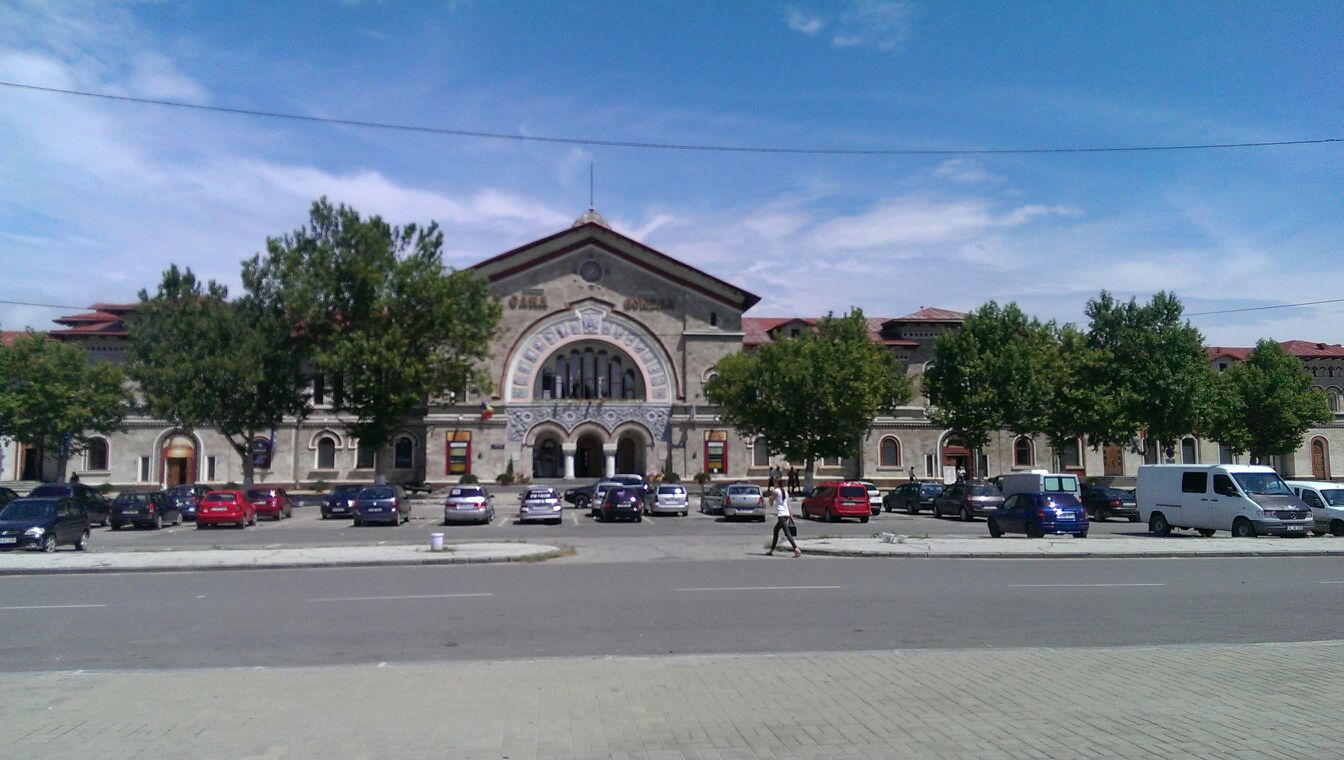
Vista exterior
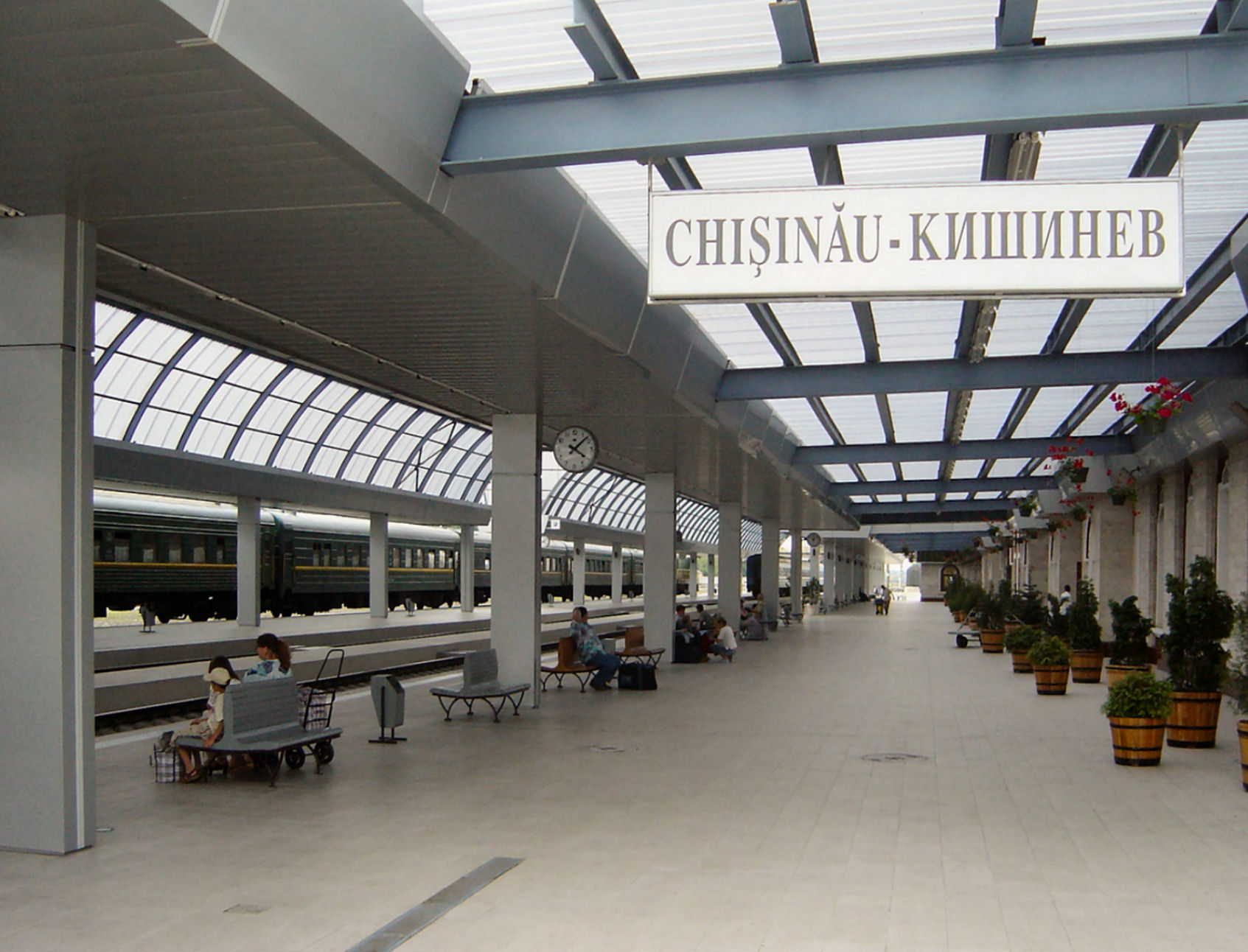
Interior
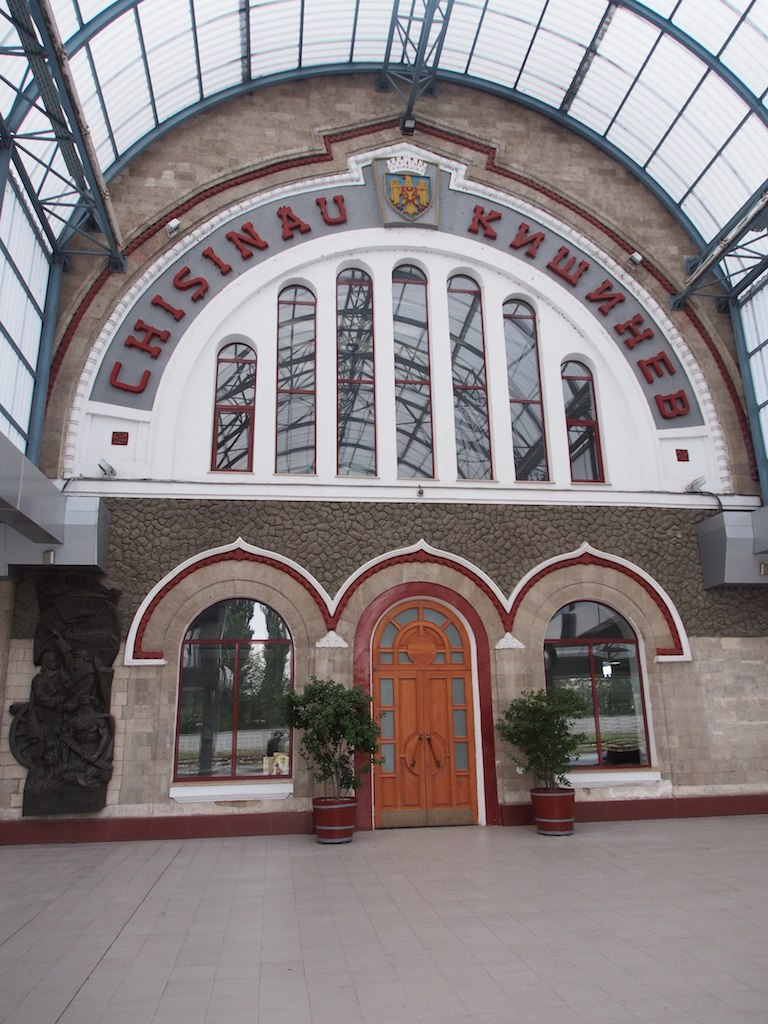
Vestíbulo

## Rutas ferroviarias
Desde la estación de Chișinău (desde julio de 2013) salen y llegan los siguientes trenes de larga distancia:
| Nº tren/línea | Ruta                       | Nº tren/línea | Ruta                             |
| ------------- | -------------------------- | ------------- | -------------------------------- |
| 47            | Chișinău — Moscú           | 48            | Moscú — Chișinău                 |
| 51            | Sarátov — Varna            | 52            | Varna — Sarátov (Sarátov I)      |
| 61            | Chișinău — San Petersburgo | 62            | San Petersburgo — Chișinău       |
| 65            | Moscú — Chișinău           | 66            | Chișinău — Moscú                 |
| 105           | Chișinău — Bucarest        | 106           | Bucarest — Chișinău              |
| 341           | Chișinău — Moscú           | 342           | Moscú — Chișinău                 |
| 641           | Odesa — Chișinău           | 642           | Chișinău — Odesa (Odesa Holovna) |